# Kabinet-Colijn V
Het vijfde kabinet-Colijn werd, toen het voor het eerst bijeen kwam, direct weer naar huis gestuurd. Het werd buiten partijen om gevormd door Hendrik Colijn, die volgens eigen zeggen de hem gegeven formatieopdracht heeft aanvaard als ware het een koninklijk bevel. Het kabinet telde meer liberalen (vooral partijloze oud-Indische bestuurders) dan er in de Tweede Kamer zaten.
Op 30 juni 1939 gaf koningin Wilhelmina Colijn de opdracht om een nieuw kabinet te formeren. Het voorgaande kabinet-Colijn IV kwam ten val (29 juni) doordat Colijn weigerde de plannen van minister van Sociale Zaken Carl Romme uit te voeren, waarop de ministers van de Roomsch-Katholieke Staatspartij (RKSP) weigerden nog samen te werken met Colijn. Colijn trachtte een nieuw kabinet te vormen mét de RKSP. Op 5 juli 1939 voerde hij gesprekken met de fractieleiders van de in de Tweede Kamer vertegenwoordigde partijen. Fractievoorzitters van de RKSP en de Vrijzinnig-Democratische Bond (resp. Laurentius Nicolaas Deckers en Dolf Joekes) maakten bezwaar tegen het feit dat Colijn wilde bezuinigen op alle posten, behalve defensie. Colijn vroeg de koningin te worden ontheven van zijn taak als formateur, maar zij weigerde dit omdat zij nog geen opvolger voor Colijn wist. Pas nadat de koningin op 7 juli op Paleis Noordeinde overleg had gepleegd met de voorzitters van de Eerste en Tweede Kamer en enkele andere hoogwaardigheidsbekleders, werd Colijn op 8 juli van zijn taak als formateur ontheven. Voor hem in de plaats benoemde de koningin mr. Dionysius Koolen, oud-minister en oud-voorzitter van de Tweede Kamer. Koolen behoorde tot de rechtervleugel van de RKSP en was niet in staat om enige vorderingen te maken: al op 13 juli werd hij van zijn post als formateur ontheven. De koningin benoemde weer Colijn tot formateur, tot ergernis van de RKSP. Colijn had naar eigen zeggen weinig zin in zijn taak, maar als plichtsgetrouw man aanvaardde hij haar. Hij verklaarde later dat hij "meer de officier was die gehoorzaamt dan de staatsman die volgens eigen verantwoordelijkheid beslist".
Colijn slaagde er op 25 juli in om een kabinet te vormen bestaande uit behoudzuchtige persoonlijkheden afkomstig uit de ARP, de CHU, de Liberale Staatspartij en partijloze liberalen. Overigens werd het kabinet buiten de partijen om gevormd, wat inhield dat ministers op eigen gezag toetraden. Voor de RKSP, die de hele formatie een schertsvertoning vond, was geen plek in het nieuwe kabinet.
De val van het kabinet werd nog dezelfde dag bewerkstelligd door aanneming van een door RKSP-fractievoorzitter Deckers ingediende motie, waarin het optreden van het kabinet werd afgekeurd. Deze kreeg steun van de RKSP, SDAP, VDB, CDU en de Communisten. Tegen stemden de ARP, CHU, de Liberale Staatspartij, NSB en de SGP.
Aanvankelijk leek het er op dat Colijn het oordeel van de Tweede Kamer naast zich neer zou leggen. Hij werd in deze gedachtegang gesteund door de autoritaire Utrechtse hoogleraar Carel Gerretson. Kamerlid Anne Anema (ARP) overtuigde Colijn ervan dat het oordeel van de Kamer hem geen keus liet dan het aanbieden van het ontslag van het kabinet. Vanaf 27 juli was het kabinet demissionair en op 10 augustus kwam het centrumlinkse kabinet-De Geer II (CHU/ARP/SDAP/RKSP/lib.) aan de macht.

## Ambtsbekleders
| Ambtsbekleders                              | Ambtsbekleders                  | Ambtsbekleders                                       | Ministers / Ministerie | Ministers / Ministerie              | Termijn                           | Partij                     |
| ------------------------------------------- | ------------------------------- | ---------------------------------------------------- | ---------------------- | ----------------------------------- | --------------------------------- | -------------------------- |
|                                             | H. (Hendrik) Colijn             | dr. H. (Hendrik) Colijn (1869–1944)                  | Voorzitter / Minister  | Algemene Zaken                      | 26 mei 1933 – 10 augustus 1939    | ARP                        |
| Minister                                    | H. (Hendrik) Colijn             | dr. H. (Hendrik) Colijn (1869–1944)                  | Economische Zaken      | 25 juli 1939 – 10 augustus 1939     |                                   | ARP                        |
|                                             | H. (Hendrik) van Boeijen        | H. (Hendrik) van Boeijen (1889–1947)                 | Minister               | Binnenlandse Zaken                  | 24 juni 1937 – 31 mei 1944        | CHU                        |
|                                             | J.A.N. (Jacob) Patijn           | mr. J.A.N. (Jacob) Patijn (1873–1961)                | Minister               | Buitenlandse Zaken                  | 1 oktober 1937 – 10 augustus 1939 | O (Liberaal)               |
|                                             | Ch.W. (Christiaan) Bodenhausen  | Ch.W. (Christiaan) Bodenhausen (1869–1966)           | Minister               | Financiën                           | 25 juli 1939 – 10 augustus 1939   | O (Conservatief- Liberaal) |
|                                             | J.A. (Johannes) de Visser       | mr. J.A. (Johannes) de Visser (1883–1950)            | Minister               | Justitie                            | 25 juli 1939 – 10 augustus 1939   | CHU                        |
|                                             | J.J.C. (Jannes) van Dijk        | dr. J.J.C. (Jannes) van Dijk (1871–1954)             | Minister               | Defensie                            | 24 juni 1937 – 10 augustus 1939   | ARP                        |
|                                             | M.H. (Marinus) Damme            | dr. M.H. (Marinus) Damme (1876–1966)                 | Minister               | Sociale Zaken                       | 25 juli 1939 – 10 augustus 1939   | O (Liberaal)               |
|                                             | B.J.O. (Bep) Schrieke           | dr. B.J.O. (Bep) Schrieke (1890–1945)                | Minister               | Onderwijs, Kunsten en Wetenschappen | 25 juli 1939 – 10 augustus 1939   | O (Liberaal)               |
|                                             | O.C.A. (Otto) van Lidth de Jeud | jhr.ir. O.C.A. (Otto) van Lidth de Jeude (1881–1952) | Minister               | Waterstaat                          | 25 juli 1939 – 10 augustus 1939   | LSP                        |
|                                             | Cornelis van den Bussche        | C. (Cornelis) van den Bussche (1884–1941)            | Minister               | Koloniën                            | 25 juli 1939 – 10 augustus 1939   | O (Conservatief- Liberaal) |
| Bron: Kabinet-Colijn V Parlement & Politiek |                                 |                                                      |                        |                                     |                                   |                            |

Schimmelpenninck ·
De Kempenaer-Donker Curtius ·
Thorbecke I ·
Van Hall-Donker Curtius ·
Van der Brugghen ·
Rochussen ·
Van Hall-Van Heemstra ·
Van Zuylen van Nijevelt-Van Heemstra ·
Thorbecke II ·
Fransen van de Putte ·
Van Zuylen van Nijevelt ·
Van Bosse-Fock ·
Thorbecke III ·
De Vries-Fransen van de Putte ·
Heemskerk-Van Lynden van Sandenburg ·
Kappeyne van de Coppello ·
Van Lynden van Sandenburg ·
Heemskerk Azn. ·
Mackay ·
Van Tienhoven ·
Röell ·
Pierson ·
Kuyper ·
De Meester ·
Heemskerk ·
Cort van der Linden ·
Ruijs de Beerenbrouck I ·
Ruijs de Beerenbrouck II ·
Colijn I ·
De Geer I ·
Ruijs de Beerenbrouck III ·
Colijn II ·
Colijn III ·
Colijn IV ·
Colijn V ·
De Geer II ·
Gerbrandy I ·
Gerbrandy II ·
Gerbrandy III ·
Schermerhorn-Drees ·
Beel I ·
Drees-Van Schaik ·
Drees I ·
Drees II ·
Drees III ·
Beel II* ·
De Quay ·
Marijnen ·
Cals ·
Zijlstra* ·
De Jong ·
Biesheuvel I ·
Biesheuvel II* ·
Den Uyl ·
Van Agt I ·
Van Agt II ·
Van Agt III* ·
Lubbers I ·
Lubbers II ·
Lubbers III ·
Kok I ·
Kok II ·
Balkenende I ·
Balkenende II ·
Balkenende III* · 
Balkenende IV ·
Rutte I ·
Rutte II · 
Rutte III ·
Rutte IV ·  
Schoof

* rompkabinet